# Rockmaraton
A Rockmaraton Magyarország egyik legrégibb fesztiválja, amelyet 1991-től kezdve rendeznek meg. 2000-ben a fesztivált átköltöztették a szervezők a Csörge-tó mellől Pécsre, a Malomvölgybe, amely a Dél-Dunántúl egyik legnépszerűbb könnyűzenei fesztiválja lett. 2015-től Dunaújvárosban a Szalki-szigeten kerül megrendezésre a fesztivál.
A rendezvény hat napja alatt több mint száz együttes lép fel, három színpadon, a nagy nevű zenekaroktól a kevésbé ismert fiatal tehetségekig. A magyar sztárzenekarok közül a Sear Bliss, a Dalriada, a Tankcsapda, a Kispál és a Borz, a Kiscsillag, a 30Y, a HétköznaPICSAlódások, a Pokolgép, a P. Mobil, az Omen, a Moby Dick, a Coda, a Hobo Blues Band, a Lord, a Kalapács, a Mobilmánia és Deák Bill Gyula, a külföldiek közül pedig  a Judas Priest, az Amorphis, az Accept, a Finntroll, a Gloryhammer, a Turilli/Lione Rhapsody, a Paradise Lost , a Dog Eat Dog, a Marduk, a The 69 Eyes, a  Metal Church ,a HammerFall, a Destruction, az Ensiferum, az Epica, a Powerwolf a  The Exploited ,a Korpiklaani, az Amon Amarth a My Dying Bride, a Helloween, a Cannibal Corpse a Soulfly, a Stratovarius,  az Eluveitie és az Arch Enemy is fellépett. A fesztiválon 2016-ig minden évben fellépett Deák Bill Gyula, Rudán Joe pedig minden eddigi alkalmon.

## Története
A fesztivál 25 évig évente került megrendezésre, története három nagy szakaszra bontható. Az első 10 év a „Csörge-tói Rockmaraton”, a második 11 pedig az ismert malomvölgyi Rockmaraton. 2015-től pedig Dunaújváros melletti Szalki-szigetre költözött a fesztivál.
1991-ben került megrendezésre az első Rockmaraton Rudán Joe és Majsai-Németh Zsolt szervezésében. 1992-ben 29 zenekar lépett színpadra, melyek között már több neves magyar előadó is szerephez jutott a rendezvényen, például a P. Mobil, a Lord a Takáts Tamás Dirty Blues Band, Vörös István és a Prognózis, vagy Török Ádám és a R.A.B.B.. A fesztivál teljesen ingyenes volt a koncertek 42 órán keresztül nagyobb megszakítások nélkül folytak.
1994-ben a fesztivál 5 napján összesen 52 zenekar lépett fel, melyek között már 3 külföldi együttes is helyet kapott. Abban az évben olyan neves előadók is színpadra léptek, mint az Auróra, Waszlavik László, a Prognózis, vagy Deák Bill. A fesztiválon először ebben az évben szedtek belépőt, melynek összege 300 forint volt. 1995-ben a visszaemlékezések szerint a nagyobb zenekarok koncertjein, mint például a Tankcsapda, már tízezres tömeg verődött össze. 1996-ban 4 napos volt a fesztivál, összesen 37 zenekar lépett föl, többek között a Kispál és a Borz, az Akela, a Tankcsapda, a Tűzkerék R.B., a Replika, a Gép, a Takáts Tamás Dirty Blues Band, a Coda, A Deák Bill Blues Band vagy a Sámán.
2000-ben az addigi szekszárdi tulajdonos-szervező kezéből átkerült Máté Attilához a rendezvény, amely a rossz idő miatt teljes anyagi kudarc volt. 2001-től a fesztivál helyszíne átkerült a Pécs melletti Malomvölgyi-tóhoz. Kezdetben egy színpad volt, a 2008-as évben már három. Népszerűsítés céljából a 2009-es fesztiválon a külföldieknek ingyenessé tették a belépést a szervezők. 2011-ben a szervezők bejelentették, hogy finanszírozási problémák miatt a 2012-es Rockmaraton lesz az utolsó a fesztivál történetében. Az utolsó Rockmaraton néven megrendezésre kerülő rendezvényt Gróf Balázs grafikus alkotása népszerűsítette, főszerepben a fesztivál két ikonikus figurájával Rockfaterrel és Bőr Gyulával. 2012-ben Pécs város önkormányzatának alpolgármestere 5 millió forinttal támogatta a rendezvényt, így a fesztivál jövője biztosítottnak látszik.
2015-ben Dunaújvárosban a Szalki-szigeten került megrendezésre a jubileumi 25.-ik Rockmaraton, 4 színpadon 120 zenekarral. 2016-ban 10 naposra duzzadt a fesztivál, ez egyben rekord kísérlet is volt  "A világ leghosszabb rockfesztiválja" Guinness rekord megdöntésére. Ekkor azonban a Megadeth  basszusgitárosa, David Ellefson sérülése miatt a zenekar a koncert estéjén lemondta fellépését. 2019-ben újabb váratlan fesztivál közbeni lemondás történt: a francia Rise of The Northstar a fesztiválra jövet  balesetet szenvedett, így több közép-kelet európai fellépésüket törölniük kellett, amit már 2020-ban pótoltak volna. Ugyanakkor ebben az évben volt az első teltházas nap : a fesztivál szombati napján közel 7000-en voltak a Szalki-szigeten, összesen pedig több mint negyvenezren látogattak ki.
A 2020-as, harmincadik jubileumi  Rockmaratonon a fesztivál történetében először lépett volna fel az Accept, a Beast in Black, a Within Destruction, a Crystal Lake, a Wolfbrigade, az Eskimo Callboy,  a Chelsea Grin , Ross The Boss, a Cradle of Filth, a The Agonist, Marky Ramone vagy éppen a Discharge, de visszatért volna a Destruction, a Dark Funeral, az Ensiferum, a Sodom, az Acidez, a Rotting Christ, a Sepultura valamint  a Tyr, az Infected Rain és  a Suicidal Angels is . Az összesen 200 fellépő  zenekar mellett 30 további újdonság is lett volna, többek között autós kemping és strandszínpad is. A koronavírus miatt a jubileumi fesztivált  azonban 2021-re halasztották, azonban a 2021-es fesztivál is elmaradt a járvány miatt.
Helyette a szervezői csapat az eredetileg tervezett időpontban  és helyszínen (2021. július 5.-10., Szalki-sziget) Metal Factory néven szervezett fesztivált több mint 100 magyar zenekar részvételével: fellépett többek között a  Sear Bliss, a Dalriada, a HétköznaPICSAlódások, a Pokolgép, az Omen, a Moby Dick,  a Kalapács, a  Dalriada, a Lazarus, az Akela, a Leander Kills, a Tales of Evening, a Cadaveres, a Prosectura, illetve a Subscribe, a Junkies, valamint a Rómeó Vérzik.
2024-ben, négy év kihagyás után,  július 11. és 14. között a jubileumi, 30. kiadással tért vissza a Rockmaraton, a megszokott helyszínen, Dunaújvárosban. A fesztivál fő fellépője a Judas Priest volt, de szintén először lépett fel a fesztiválon az Accept, a Krisiun, az Igorr, a Carcass a Dynazty, a Cavalera Conspiracy,  a Hypocrisy, az Annisokay, visszatért ugyanakkor a Rotting Christ, a Destruction, a The 69 Eyes, az Unearth, a Dog Eat Dog, az Amorphis, a Marduk és az Evil Invaders is. A magyar vonalat pedig olyan együttesek erősítették mint a részben hazai kötődésű Alestorm, Týr és Beast In Black, vagy olyan nagyágyúk, mint a Road, a Depresszió,  a Moby Dick, az Akela,  a Dalriada, a Leander Kills, az Ossian, a Pokolgép, a volt Pokolgép-tagokból álló Totális Metál, a Lord,  a Sing Sing, a Paddy and The Rats ,vagy éppen az Omen. De feltűntek olyan feltörekvő zenekarok is, mint a Mudfield, a Down For Whatever, a Tiansen, vagy éppen a New Friend Request. Sajnos azonban ezúttal is lett egy lemondás: a Sick of It All énekese betegsége miatt törölte turnéját, így dunaújvárosi fellépését is.
A nagy sikerre való tekintettel 2025-ben is lesz Rockmaraton, július 2. és július 6. között, a szervezők először a többszörös visszatérő  Powerwolfot jelentették be, de biztosan fellép még a  Steel Panther, King Diamond, a The Hu, a Bury Tomorrow, a Rhapsody Of Fire,  aGloryhammer, a Bullet  For My Valentine, a Varg, a Visions of Atlantis,  az Avatarium , a Grave Digger, a Brainstorm a Dragonforce, és 35 év után itt lép újra (és talán utoljára) magyar színpadra a Running Wild. Visszatér ugyanakkor a Soulfly, a Varg, a  My Dying Bride a Gloryhammer is. Ugyanakkor olyan korábban még nem szereplő együttesek is tiszteletüket teszik mint a Pro-Pain, a Massacre, a Cemetery Skyline, a Cancer, a Warmen, az Unto Others, a Tetrarch, vagy a Filth.  Pótolja 2019-ben elmaradt koncertjét a Rise Of The Northstar is.
A magyar együttesek közül pedig   fellép az egyaránt 35 éves Akela és  Omen, az egyaránt 25 éves Depresszió és Kalapács, a 45 éves Moby Dick,  az egyaránt  10 éves Down For Whatever és Leander Kills , a Pokolgép, a Road, az Ossian,  a Junkies,  Rudán Joea Stress , a Zorall , a Mudfield és a Rómeó Vérzik. Ugyanakkor 13 év után újra tiszteletét teszi a fesztiválon a Tankcsapda is. Azonban történt két lemondás is: a Lord  Pohl Mihály énekes egészségügyi beavatkozása miatt nem tudta vállalni a fellépést, míg a Dying Wisht hasonló ok miatt a Magma Rise helyettesítette.